# Temporada 1975 del Campeonato Mundial de Resistencia

## Carreras
| 24 Horas de Daytona 02/02/1975 Daytona International Speedway    | 24 Horas de Daytona 02/02/1975 Daytona International Speedway | 24 Horas de Daytona 02/02/1975 Daytona International Speedway | 24 Horas de Daytona 02/02/1975 Daytona International Speedway | 24 Horas de Daytona 02/02/1975 Daytona International Speedway | 24 Horas de Daytona 02/02/1975 Daytona International Speedway |
| Pos                                                              | N°                                                            | Piloto                                                        | Auto                                                          | Equipo                                                        | Clase                                                         |
| ---------------------------------------------------------------- | ------------------------------------------------------------- | ------------------------------------------------------------- | ------------------------------------------------------------- | ------------------------------------------------------------- | ------------------------------------------------------------- |
| 1°                                                               | 59                                                            | Gregg / Haywood                                               | Porsche Carrera RSR                                           | Brumos Porsche                                                | GTO                                                           |
| 2°                                                               | 11                                                            | Keyser / Sprowls / Contreras                                  | Porsche Carrera RSR                                           | Toad Hall                                                     | GTO                                                           |
| 3°                                                               | 23                                                            | Kemp / Baird                                                  | Porsche Carrera RSR                                           | Armor All                                                     | GTO                                                           |
| 4°                                                               | 30                                                            | Bienvenue / Dyer                                              | Porsche Carrera RSR                                           | George Dyer                                                   | GTO                                                           |
| 5°                                                               | 4                                                             | Webbe / Dickinson / Theodoracopulos                           | Porsche Carrera RSR                                           | Bill Webbe                                                    | GTO                                                           |
| 6°                                                               | 43                                                            | O'Steen / Helmick / Graves                                    | Porsche Carrera RSR                                           | Escar                                                         | GTO                                                           |
| 7°                                                               | 71                                                            | Woodner / Phillips                                            | Ferrari 365 GTB/4                                             | North American Racing Team                                    | Gr.4                                                          |
| 8°                                                               | 14                                                            | Holbert / Forbes-Robinson                                     | Porsche Carrera RSR                                           | Porsche-Audi USA                                              | GTO                                                           |
| 9°                                                               | 5                                                             | Rojas / Rebaque / van Beuren, Jr.                             | Porsche Carrera RSR                                           | Hector Rebaque                                                | GTO                                                           |
| 10°                                                              | 60                                                            | Bond / Rollin / Belperche                                     | Porsche 911 S                                                 | Rusty Bond                                                    | GTU                                                           |
| 11°                                                              | 92                                                            | Tillson / Oest                                                | Porsche Carrera RSR                                           | Oest/Tillson                                                  | GTO                                                           |
| 12°                                                              | 13                                                            | Townsend / Thomas / Papke                                     | Porsche Carrera RSR                                           | Randolph Townsend                                             | GTO                                                           |
| 13°                                                              | 34                                                            | Drolsom / Nagel                                               | Porsche 911 S                                                 | George Drolsom                                                | GTU                                                           |
| 14°                                                              | 90                                                            | Walle / Reddy                                                 | Mazda RX-3                                                    | Ray Walle                                                     | GTU                                                           |
| 15°                                                              | 67                                                            | McClain / White                                               | Porsche Carrera RSR                                           | David McClain                                                 | GTO                                                           |
| 16°                                                              | 44                                                            | Freyre / Naon / García                                        | Porsche 911 S                                                 | Delta Racing                                                  | GTU                                                           |
| 17°                                                              | 7                                                             | Johnson / Coleman / Shaw                                      | AMC Gremlin                                                   | Levi's Team Highball                                          | GTO                                                           |
| 18°                                                              | 85                                                            | Hulen / Coupland / Engels                                     | Porsche 914/6                                                 | John E. Hulen                                                 | GTU                                                           |
| 19°                                                              | 18                                                            | Thompson / Bach / Yenko                                       | Chevrolet Corvette                                            | Jerry Thompson                                                | GTO                                                           |
| 20°                                                              | 32                                                            | Mroz / Mroz                                                   | Ford Mustang                                                  | Roaring Moose                                                 | GTO                                                           |
| 21°                                                              | 73                                                            | Arnold / Biernerth                                            | Chevrolet Corvette                                            | Bill Arnold                                                   | GTO                                                           |
| 22°                                                              | 26                                                            | Williamson / Cosentino / Ganó                                 | Chevrolet Camaro                                              | Al Cosentino                                                  | GTO                                                           |
| 23°                                                              | 45                                                            | Ramírez / Mutiz / Montalvo / Álvarez                          | Porsche 911 S                                                 | Delta Racing                                                  | GTU                                                           |
| 24°                                                              | 12                                                            | Hughes / Whitaker / Geisel                                    | Datsun 510                                                    | Precision Performance                                         | GTU                                                           |
| 25°                                                              | 41                                                            | Jones, Jr. / Currin / Faul                                    | Chevrolet Camaro                                              | Herb Jones, Jr.                                               | GTO                                                           |
| 26°                                                              | 29                                                            | Mabrito / Steel                                               | Datsun 240Z                                                   | Bruce Mabrito                                                 | GTU                                                           |
| 27°                                                              | 95                                                            | de Izaurieta / Tabe / Martínez                                | Porsche Carrera                                               | Hector Rebaque                                                | GTO                                                           |
| 28°                                                              | 0                                                             | Minter / Ballot-Léna / Gagliardi                              | Ferrari 365 GTB/4                                             | North American Racing Team                                    | GTO                                                           |
| 29°                                                              | 98                                                            | Alspaugh / Persinger                                          | Chevrolet Corvette                                            | James W. Persinger                                            | GTO                                                           |
| 30°                                                              | 88                                                            | Carter / Felton                                               | Chevrolet Camaro                                              | Carter Racing Services                                        | GTO                                                           |
| 31°                                                              | 27                                                            | Ward / Henny / Barnett                                        | Chevrolet Camaro                                              | Jon Ward                                                      | GTO                                                           |
| 32°                                                              | 46                                                            | Buzbee / Ross / Frates                                        | Datsun 240Z                                                   | Spencer Buzbee                                                | GTU                                                           |
| 33°                                                              | 24                                                            | Posey / Stuck                                                 | BMW 3.0 CSL                                                   | BMW of America                                                | GTO                                                           |
| 34°                                                              | 64                                                            | Canada / Boykin / Levetto                                     | Chevrolet Camaro                                              | Russ Boykin                                                   | GTO                                                           |
| 35°                                                              | 56                                                            | Jones / Mignot / Grandet                                      | Ferrari 365 GTB/4                                             | North American Racing Team?                                   | GTO                                                           |
| 36°                                                              | 51                                                            | Jones / Kirby / Hotchkis                                      | Porsche 914/6                                                 | Johnson-Bozzoni Porsche-Audi                                  | GTU                                                           |
| 37°                                                              | 83                                                            | Mollin / Gatoff / Riley                                       | Volvo 142                                                     | Arthur Mollin                                                 | GTU                                                           |
| 38°                                                              | 17                                                            | Gimondo / Heinz / Everett                                     | Chevrolet Camaro                                              | Takondo Racing                                                | GTO                                                           |
| 39°                                                              | 9                                                             | Bolanos / Jourdain / Heyer                                    | Porsche Carrera RSR                                           | Juan Carlos Bolanos                                           | GTO                                                           |
| 40°                                                              | 89                                                            | Parish / Countryman / Secher                                  | Porsche 911 S                                                 | Barrick Motor Racing                                          | GTU                                                           |
| 41°                                                              | 84                                                            | Selbert / Biggs                                               | Porsche 911 S                                                 | Klaus Selbert                                                 | GTU                                                           |
| 42°                                                              | 75                                                            | Greenwood / Muzzin / Shafer                                   | Chevrolet Corvette                                            | John Greenwood                                                | GTO                                                           |
| 43°                                                              | 87                                                            | DeLorenzo / Brown / Carter                                    | Chevrolet Camaro                                              | Carter Racing Services                                        | GTO                                                           |
| 44°                                                              | 28                                                            | Arutunoff / Goellnicht / Gebhardt                             | Lotus Europa                                                  | Anatoly Arutunoff                                             | Gr.4                                                          |
| 45°                                                              | 15                                                            | García / García                                               | Chevrolet Corvette                                            | García Racing                                                 | GTO                                                           |
| 46°                                                              | 42                                                            | Carusso / Vreeland                                            | Chevrolet Corvette                                            | John Carusso                                                  | GTO                                                           |
| 47°                                                              | 110                                                           | Nehl / Moise                                                  | Chevrolet Camaro                                              | Automotive Engineering                                        | GTO                                                           |
| 48°                                                              | 16                                                            | Spruell / Bean                                                | Porsche 911 S                                                 | Bill Bean                                                     | GTU                                                           |
| 49°                                                              | 72                                                            | Jimenez                                                       | Mazda RX-2                                                    | Cafe Mexicana Racing                                          | GTU                                                           |
| 50°                                                              | 25                                                            | Peterson                                                      | BMW 3.0 CSL                                                   | BMW of America                                                | GTO                                                           |
| 51°                                                              | 1                                                             | Ballot-Léna                                                   | Ferrari 365 GT4/BB                                            | North American Racing Team                                    | GTO                                                           |
| 1000 Kilómetros de Mugello 23/03/1975 Circuito de Mugello        |                                                               |                                                               |                                                               |                                                               |                                                               |
| Pos                                                              | N°                                                            | Piloto                                                        | Auto                                                          | Equipo                                                        | Clase                                                         |
| 1°                                                               | 5                                                             | Jabouille / Larrousse                                         | Alpine-Renault A441 Turbo                                     | Alpine Renault                                                | S3.0                                                          |
| 2°                                                               | 1                                                             | Merzario / Ickx                                               | Alfa Romeo T33/TT/12 CC                                       | Willi Kauhsen Racing Team                                     | S3.0                                                          |
| 3°                                                               | 6                                                             | Müller / van Lennep                                           | Porsche 908/3-6 Turbo                                         | Team Dr. Dannesberger                                         | S3.0                                                          |
| 4°                                                               | 2                                                             | Pescarolo / Bell                                              | Alfa Romeo T33/TT/12 CC                                       | Willi Kauhsen Racing Team                                     | S3.0                                                          |
| 5°                                                               | 24                                                            | Hine / Grob                                                   | Chevron B31 Ford-Hart                                         | KVG Racing                                                    | S2.0                                                          |
| 6°                                                               | 8                                                             | Lombardi / "Beaumont"                                         | Alpine-Renault A441                                           | Equipe Elf-Switzerland                                        | S2.0                                                          |
| 7°                                                               | 3                                                             | Jarier / Beltoise                                             | Ligier JS2 Ford                                               | Ligier Gitanes Racing Team                                    | S3.0                                                          |
| 8°                                                               | 11                                                            | Barth / Kraus / Casoni                                        | Porsche 908/3                                                 | Scuderia Nettuno                                              | S3.0                                                          |
| 9°                                                               | 44                                                            | Schurti / Hezemans / Fitzpatrick                              | Porsche Carrera RSR                                           | Gelo Racing Team                                              | GT                                                            |
| 10°                                                              | 52                                                            | Schickentanz / Bertrams / Wisell                              | Porsche Carrera RSR                                           | Tebernum Porsche Racing                                       | GT                                                            |
| 11°                                                              | 45                                                            | Fitzpatrick / Hezemans / Schurti                              | Porsche Carrera RSR                                           | Gelo Racing Team                                              | GT                                                            |
| 12°                                                              | 51                                                            | Bertrams / Wisell / Schickentanz                              | Porsche Carrera RSR                                           | Tebernum Porsche Racing                                       | GT                                                            |
| 13°                                                              | 35                                                            | Anastasio / Pellegrino                                        | Chevron B23 Ford                                              | Scuderia Nord Ovest                                           | S1.3                                                          |
| 14°                                                              | 41                                                            | Francisci / Marazzi / Del Fante                               | Chevron B23 Ford                                              | Elcom Racing Team                                             | S1.3                                                          |
| 15°                                                              | 36                                                            | Crosina / Truffo                                              | Osella PA3 Ford                                               | "Mici"                                                        | S1.3                                                          |
| 16°                                                              | 7                                                             | Kinnunen / Müller / van Lennep                                | Porsche 908/3-6 Turbo                                         | Team Dr. Dannesberger                                         | S3.0                                                          |
| 17°                                                              | 49                                                            | Gottifredi / Schenetti                                        | De Tomaso Pantera                                             | Gabriele Gottifredi                                           | GT                                                            |
| 18°                                                              | 42                                                            | "Pibo" / Gallo                                                | Lola T290 Ford                                                | Blue Team                                                     | S1.3                                                          |
| 19°                                                              | 14                                                            | Mass / Schenken                                               | Gulf Mirage GR7 Ford                                          | Gelo Racing Team                                              | S3.0                                                          |
| 20°                                                              | 32                                                            | "Gianfranco" / Niccolini                                      | Osella PA3 Ford                                               | Lorenzo Niccolini                                             | S1.6                                                          |
| 21°                                                              | 19                                                            | "Mascaleros" / Facca                                          | GRD S74 Ford                                                  | Termoplaid                                                    | S2.0                                                          |
| 22°                                                              | 39                                                            | Cerulli-Irelli / "Bramen"                                     | AMS 274 Ford                                                  | Scuderia Nettuno                                              | S1.3                                                          |
| 23°                                                              | 27                                                            | Cusani / Giannotti                                            | Lola T294 Ford                                                | Dario Cusani                                                  | S2.0                                                          |
| 24°                                                              | 16                                                            | "Amphicar" / Savona                                           | Chevron B26 Ford                                              | Scuderia Ateneo                                               | S2.0                                                          |
| 25°                                                              | 46                                                            | Schön / Borri / Pelit                                         | Porsche Carrera RSR                                           | Jolly Club                                                    | GT                                                            |
| 26°                                                              | 38                                                            | Tondelli / Nesti                                              | Chevron B31 Ford                                              | Team Italiano Chevron                                         | S1.3                                                          |
| 27°                                                              | 33                                                            | Filannino / Pettiti                                           | Osella PA3 Ford                                               | Ermanno Pettiti                                               | S1.6                                                          |
| 28°                                                              | 25                                                            | de Lamare / Neto                                              | Lola T294 Ford                                                | Pedro de Lamare                                               | S2.0                                                          |
| 29°                                                              | 9                                                             | Jöst / Casoni                                                 | Porsche 908/3 Turbo                                           | Scuderia Nettuno Ovoro                                        | S3.0                                                          |
| 30°                                                              | 28                                                            | Turizio / Bilotti                                             | Lola T294 BMW                                                 | Scuderia Vesuvio                                              | S2.0                                                          |
| 31°                                                              | 54                                                            | Haldi / Béring                                                | Porsche Carrera RSR                                           | Porsche Club Romand                                           | GT                                                            |
| 800 Kilómetros de Dijon 06/04/1975 Dijon-Prenois                 |                                                               |                                                               |                                                               |                                                               |                                                               |
| Pos                                                              | N°                                                            | Piloto                                                        | Auto                                                          | Equipo                                                        | Clase                                                         |
| 1°                                                               | 2                                                             | Merzario / Laffite                                            | Alfa Romeo T33/TT/12                                          | Willi Kauhsen Racing Team                                     | S3.0                                                          |
| 2°                                                               | 10                                                            | Jöst / Casoni                                                 | Porsche 908/3 Turbo                                           | Joest Racing                                                  | S3.0                                                          |
| 3°                                                               | 18                                                            | Grob / Hine                                                   | Chevron B31 Hart                                              | KVG Racing                                                    | S2.0                                                          |
| 4°                                                               | 1                                                             | Pescarolo / Bell                                              | Alfa Romeo T33/TT/12                                          | Willi Kauhsen Racing Team                                     | S3.0                                                          |
| 5°                                                               | 33                                                            | Fitzpatrick / Hezemans                                        | Porsche Carrera RSR                                           | Gelo Racing Team                                              | GT                                                            |
| 6°                                                               | 4                                                             | Migault / Jarier                                              | Ligier JS2 Ford                                               | Automobiles Ligier Gitanes                                    | S3.0                                                          |
| 7°                                                               | 8                                                             | Schickentanz / Bertrams / Wisell                              | Porsche Carrera RSR                                           | Tebernum Porsche Racing                                       | GT                                                            |
| 8°                                                               | 26                                                            | Ballot-Léna / Wollek                                          | Porsche Carrera RSR                                           | Robert Buchet                                                 | GT                                                            |
| 9°                                                               | 7                                                             | Müller / van Lennep                                           | Porsche 908/3 Turbo                                           | Dr. H. Dannesberger                                           | S3.0                                                          |
| 10°                                                              | 9                                                             | Degoumois / Bélin                                             | Lola T280 Ford                                                |                                                               | S3.0                                                          |
| 11°                                                              | 25                                                            | Godard / Rulon-Miller                                         | Porsche Carrera RSR                                           | Gante Racing                                                  | GT                                                            |
| 12°                                                              | 17                                                            | Jones / Sheldon                                               | Lola T294 Ford                                                | Stuart Chubb                                                  | S2.0                                                          |
| 13°                                                              | 5                                                             | "Beaumont" / Lombardi                                         | Alpine-Renault A441                                           | Equipe Elf-Switzerland                                        | S2.0                                                          |
| 14°                                                              | 29                                                            | Haldi / Béring / Dorchy                                       | Porsche Carrera RSR                                           | Porsche Club Romand                                           | GT                                                            |
| 15°                                                              | 22                                                            | Servanin / Fréquelin                                          | Lola T294 ROC                                                 | Racing Organisation Course                                    | S2.0                                                          |
| 16°                                                              | 23                                                            | Lapeyre / Ferrier                                             | Lola T294 ROC                                                 | Racing Organisation Course                                    | S2.0                                                          |
| 17°                                                              | 6                                                             | Jabouille / Larrousse                                         | Alpine-Renault A442 Turbo                                     | Renault Alpine                                                | S3.0                                                          |
| 18°                                                              | 11                                                            | Barth / Kraus                                                 | Porsche 908/3                                                 | Joest Racing                                                  | S3.0                                                          |
| 19°                                                              | 3                                                             | Jarier / Beltoise / Lafosse                                   | Ligier JS2 Ford                                               | Automobiles Ligier Gitanes                                    | S3.0                                                          |
| 20°                                                              | 12                                                            | Schulthess / Bayard                                           | Lola T284 Ford                                                | Heinz Schulthess                                              | S3.0                                                          |
| 21°                                                              | 21                                                            | de Lamare / Prado                                             | Lola T292 Ford                                                | Alroy Racing                                                  | S2.0                                                          |
| 1000 Kilómetros de Monza 20/04/1975 Autodromo Nazionale di Monza |                                                               |                                                               |                                                               |                                                               |                                                               |
| Pos                                                              | N°                                                            | Piloto                                                        | Auto                                                          | Equipo                                                        | Clase                                                         |
| 1°                                                               | 2                                                             | Merzario / Laffite                                            | Alfa Romeo T33/TT/12                                          | Willi Kauhsen Racing Team                                     | S3.0                                                          |
| 2°                                                               | 5                                                             | Jöst / Casoni                                                 | Porsche 908/3 Turbo                                           | Scuderia Nettuno Ovoro                                        | S3.0                                                          |
| 3°                                                               | 4                                                             | Larrousse / Jabouille                                         | Alpine-Renault A442 Turbo                                     | Renault Alpine                                                | S3.0                                                          |
| 4°                                                               | 15                                                            | Lombardi / "Beaumont"                                         | Alpine-Renault A441                                           | Equipe Elf Switzerland                                        | S2.0                                                          |
| 5°                                                               | 6                                                             | Barth / Kraus                                                 | Porsche 908/3                                                 | Scuderia Nettuno                                              | S3.0                                                          |
| 6°                                                               | 77                                                            | Hezemans / Schurti / Fitzpatrick                              | Porsche Carrera RSR                                           | Gelo Racing Team                                              | S3.0                                                          |
| 7°                                                               | 78                                                            | Fitzpatrick / Hezemans / Schurti                              | Porsche Carrera RSR                                           | Gelo Racing Team                                              | S3.0                                                          |
| 8°                                                               | 22                                                            | Smith / Robarts                                               | Chevron B23 Ford                                              | Robin Smith                                                   | S2.0                                                          |
| 9°                                                               | 81                                                            | Schickentanz / Bertrams / Wisell                              | Porsche Carrera RSR                                           | Tebernum Porsche Racing Team                                  | S3.0                                                          |
| 10°                                                              | 21                                                            | "Gimax" / Alberti                                             | Chevron B21 Ford                                              | Citta dei Mille                                               | S2.0                                                          |
| 11°                                                              | 36                                                            | Crespin / Joscelyne / Harrower                                | Lola T294 Ford                                                | Dorset Racing                                                 | S2.0                                                          |
| 12°                                                              | 35                                                            | Zanuso / Fallo                                                | Lola T294 Ford                                                | Roger Heavens Racing                                          | S2.0                                                          |
| 13°                                                              | 59                                                            | "Bramen" / Anastasio                                          | Chevron B31 Ford                                              | "Bramen"                                                      | S1.3                                                          |
| 14°                                                              | 33                                                            | Jones / Sheldon                                               | Lola T294 Ford                                                | Victoria Sporting Club Racing                                 | S2.0                                                          |
| 15°                                                              | 44                                                            | "Gianfranco" / Bilotti                                        | Osella PA3 BMW                                                | Carlo Bilotti                                                 | S2.0                                                          |
| 16°                                                              | 52                                                            | Zampolli / Bottanelli                                         | GRD S75 Ford                                                  | Ledy Zampolli                                                 | S1.6                                                          |
| 17°                                                              | 63                                                            | Francisci / Grassi                                            | Chevron B23/26 Ford                                           | Claudio Francisci                                             | S1.3                                                          |
| 18°                                                              | 1                                                             | Bell / Pescarolo                                              | Alfa Romeo T33/TT/12                                          | Willi Kauhsen Racing Team                                     | S3.0                                                          |
| 19°                                                              | 29                                                            | Jaussaud / Painvin                                            | Lola T292 ROC                                                 | Sociéte ROC                                                   | S2.0                                                          |
| 20°                                                              | 8                                                             | Mass / Schenken                                               | Mirage GR7 Ford                                               | Gelo Racing Team                                              | S3.0                                                          |
| 21°                                                              | 3                                                             | Jarier / Beltoise                                             | Ligier JS2 Ford                                               | Automobiles Ligier Gitanes                                    | S3.0                                                          |
| 22°                                                              | 54                                                            | Filannino / Pettiti                                           | Osella PA3 Ford                                               | Roberto Filannino                                             | S1.6                                                          |
| 23°                                                              | 79                                                            | Wisell / Bertrams / Schickentanz                              | Porsche Carrera RSR                                           | Tebernum Porsche Racing Team                                  | S3.0                                                          |
| 24°                                                              | 41                                                            | Cabral / Stubbs                                               | March 75S Ford                                                | Alroy Racing                                                  | S2.0                                                          |
| 25°                                                              | 9                                                             | Brambilla / Pianta                                            | Lola T282 Ford                                                | Jolly Club                                                    | S3.0                                                          |
| 26°                                                              | 39                                                            | Prado / Andrews                                               | March 75S Ford                                                | Alroy Racing                                                  | S2.0                                                          |
| 27°                                                              | 7                                                             | Müller / van Lennep                                           | Porsche 908/3-6 Turbo                                         | Dr. H. Dannesberger                                           | S3.0                                                          |
| 28°                                                              | 45                                                            | "Alval" / Truffo                                              | Osella PA3 Ferraris                                           | Scuderia Citta dei Mille                                      | S2.0                                                          |
| 29°                                                              | 76                                                            | Kelleners / Heyer                                             | Porsche Carrera RSR                                           | Jägermeister Kremer Racing                                    | GT3.0                                                         |
| 30°                                                              | 46                                                            | Gagliardi / "Pal Joe"                                         | Osella PA3 BMW                                                | Scuderia Citta dei Mille                                      | S2.0                                                          |
| 31°                                                              | 27                                                            | Facetti / Finotto                                             | Osella PA3 BMW                                                | Jolly Club                                                    | S2.0                                                          |
| 32°                                                              | 53                                                            | Nesti / Niccolini                                             | Osella PA3 Ford                                               | Lorenzo Niccolini                                             | S1.6                                                          |
| 33°                                                              | 74                                                            | Haldi / Béguin                                                | Porsche Carrera RSR                                           | Porsche Club Romand                                           | GT3.0                                                         |
| 34°                                                              | 48                                                            | Tunmer / Schuppan                                             | March 75S Hart                                                | Vern Schuppan                                                 | S2.0                                                          |
| 35°                                                              | 18                                                            | Kessel / Francia                                              | Cheetah G501 Ford                                             | Cheetah Automobiles                                           | S2.0                                                          |
| 36°                                                              | 16                                                            | Mohr / Cerulli-Irelli                                         | AMS 274 Ford                                                  | Manfred Mohr                                                  | S2.0                                                          |
| 37°                                                              | 14                                                            | Schulthess / Manfredini                                       | Lola T284 Ford                                                | Gulf Switzerland                                              | S3.0                                                          |
| 38°                                                              | 23                                                            | Calvert / Blanckley                                           | Chevron B23 Ford                                              | John Blanckney                                                | S2.0                                                          |
| 39°                                                              | 31                                                            | Ferrier / Lapeyre                                             | Lola T294 ROC                                                 | Sociéte ROC                                                   | S2.0                                                          |
| 1000 Kilómetros de Spa 04/05/1975 Spa-Francorchamps              |                                                               |                                                               |                                                               |                                                               |                                                               |
| Pos                                                              | N°                                                            | Piloto                                                        | Auto                                                          | Equipo                                                        | Clase                                                         |
| 1°                                                               | 2                                                             | Pescarolo / Bell                                              | Alfa Romeo T33/TT/12                                          | Kauhsen Team                                                  | S3.0                                                          |
| 2°                                                               | 1                                                             | Ickx / Merzario                                               | Alfa Romeo T33/TT/12                                          | Kauhsen Team                                                  | S3.0                                                          |
| 3°                                                               | 60                                                            | Peltier / Müller                                              | BMW 3.0 CSL                                                   | Faltz Racing                                                  | T                                                             |
| 4°                                                               | 42                                                            | Haldi / Béguin                                                | Porsche Carrera RSR                                           | Club Romand                                                   | GT                                                            |
| 5°                                                               | 43                                                            | Ballot-Léna / Andruet                                         | Porsche Carrera RSR                                           | Ecurie Buchet                                                 | GT                                                            |
| 6°                                                               | 41                                                            | Schickentanz / Bertrams / Wisell                              | Porsche Carrera RSR                                           | Tebernum Racing                                               | GT                                                            |
| 7°                                                               | 6                                                             | Barth / Casoni / Jöst                                         | Porsche 908/3                                                 | Porsche A.G.                                                  | S3.0                                                          |
| 8°                                                               | 40                                                            | Bertrams / Wisell                                             | Porsche Carrera RSR                                           | Tebernum Racing                                               | GT                                                            |
| 9°                                                               | 45                                                            | Hezemans / Schenken / Fitzpatrick                             | Porsche Carrera RSR                                           | Gelo Racing                                                   | GT                                                            |
| 10°                                                              | 34                                                            | Smith / Turner                                                | Chevron B23 Ford                                              | Peter Smith                                                   | S2.0                                                          |
| 11°                                                              | 44                                                            | Fitzpatrick / Schurti / Schenken                              | Porsche Carrera RSR                                           | Gelo Racing                                                   | GT                                                            |
| 12°                                                              | 7                                                             | Migault / Lafosse                                             | Ligier JS2 Ford                                               | Automobiles Ligier                                            | S3.0                                                          |
| 13°                                                              | 21                                                            | Crespin / Bracey                                              | Lola T294 Ford                                                | Dorset Racing                                                 | S2.0                                                          |
| 14°                                                              | 22                                                            | Grob / Hine                                                   | Chevron B31 Hart                                              | K.V.G. Racing                                                 | S2.0                                                          |
| 15°                                                              | 29                                                            | Scott / Clarkson                                              | Lola T294 Ford                                                | H. Jones Ltd.                                                 | S2.0                                                          |
| 16°                                                              | 63                                                            | Guérie / Fornage                                              | Ford Capri RS                                                 | Shark Racing                                                  | T                                                             |
| 17°                                                              | 25                                                            | Lloyd / Desentis                                              | Lola T294 Ford                                                | Roger Heavens Racing                                          | S2.0                                                          |
| 18°                                                              | 20                                                            | Lepp / Pilette                                                | March 75S Hart                                                | March Engineering Ltd.                                        | S2.0                                                          |
| 19°                                                              | 30                                                            | Keegan / Andrews                                              | March 75S Ford                                                | Alroy Racing                                                  | S2.0                                                          |
| 20°                                                              | 31                                                            | Prado / Johnson                                               | March 75S Ford                                                | Alroy Racing                                                  | S2.0                                                          |
| 21°                                                              | 24                                                            | Hanson / Uriarte                                              | Lola T294 Ford                                                | Miles Roysten                                                 | S2.0                                                          |
| 22°                                                              | 46                                                            | Ekberg / Simonsen                                             | Porsche Carrera RSR                                           | Vaeskustugan                                                  | GT                                                            |
| 23°                                                              | 27                                                            | Calvert / Blanckley                                           | Chevron B23 Ford                                              | J. Blanckley                                                  | S2.0                                                          |
| 24°                                                              | 52                                                            | Corthay / Morand                                              | Porsche Carrera RSR                                           | Ecurie Rolloise                                               | GT                                                            |
| 25°                                                              | 4                                                             | Müller / Kinnunen                                             | Porsche 908/3 Turbo                                           | Martini Racing                                                | S3.0                                                          |
| 26°                                                              | 23                                                            | Raymond / Goodwin                                             | Lola T390 Hart                                                | Team Fisons                                                   | S2.0                                                          |
| 27°                                                              | 33                                                            | Jones / Sheldon                                               | Lola T294 Ford                                                | Chubb                                                         | S2.0                                                          |
| 28°                                                              | 8                                                             | Pianta / Truffo                                               | Lola T282 Ford                                                | Jolly Club                                                    | S3.0                                                          |
| 29°                                                              | 5                                                             | Jöst / Casoni                                                 | Porsche 908/3 Turbo                                           | Porsche A.G.                                                  | S3.0                                                          |
| 30°                                                              | 26                                                            | Smith / Robarts                                               | Chevron B23 Ford                                              | Robin Smith                                                   | S2.0                                                          |
| 31°                                                              | 32                                                            | Charnell / Jeffrey                                            | Chevron B23 Ford                                              | Mogil Motors                                                  | S2.0                                                          |
| 32°                                                              | 10                                                            | Beckers / Braillard                                           | Lola T284S Ford                                               | Chappée R.T.S.                                                | S3.0                                                          |
| 1000 Kilómetros Coppo Florio 18/05/1975 Autódromo de Pergusa     |                                                               |                                                               |                                                               |                                                               |                                                               |
| Pos                                                              | N°                                                            | Piloto                                                        | Auto                                                          | Equipo                                                        | Clase                                                         |
| 1°                                                               | 1                                                             | Merzario / Mass                                               | Alfa Romeo T33/TT/12                                          | Willi Kauhsen Racing Team                                     | S3.0                                                          |
| 2°                                                               | 2                                                             | Bell / Pescarolo                                              | Alfa Romeo T33/TT/12                                          | Willi Kauhsen Racing Team                                     | S3.0                                                          |
| 3°                                                               | 4                                                             | Jöst / Casoni                                                 | Porsche 908/4 Turbo                                           | Scuderia Nettuno Ovoro                                        | S3.0                                                          |
| 4°                                                               | 48                                                            | Bertrams / Wisell / Schickentanz                              | Porsche Carrera RSR                                           | Tebernum Porsche Racing Team                                  | GT                                                            |
| 5°                                                               | 47                                                            | Schickentanz / Bertrams / Wisell                              | Porsche Carrera RSR                                           | Tebernum Porsche Racing Team                                  | GT                                                            |
| 6°                                                               | 27                                                            | Gagliardi / "Bramen"                                          | Chevron B31 Ford                                              | Scuderia Citta dei Mille                                      | S1.6                                                          |
| 7°                                                               | 7                                                             | Kinnunen / Müller                                             | Porsche 908/4 Turbo                                           | Dr. H. Dannesberger                                           | S3.0                                                          |
| 8°                                                               | 14                                                            | Crespin / Harrower                                            | Lola T294 Ford                                                | Dorset Racing Associates                                      | S2.0                                                          |
| 9°                                                               | 18                                                            | Hine / Grob                                                   | Chevron B31 Hart                                              | KVG Racing                                                    | S2.0                                                          |
| 10°                                                              | 11                                                            | "Amphicar" / Moreschi                                         | Chevron B26 Ford                                              | "Amphicar"                                                    | S2.0                                                          |
| 11°                                                              | 5                                                             | Barth / Kraus                                                 | Porsche 908/3                                                 | Scuderia Nettuno                                              | S3.0                                                          |
| 12°                                                              | 35                                                            | Anastasio / Arfè                                              | Chevron B26 Ford                                              |                                                               | S1.3                                                          |
| 13°                                                              | 25                                                            | Pettiti / Bilotti                                             | Osella PA3 Ford                                               |                                                               | S1.6                                                          |
| 14°                                                              | 40                                                            | Gallo / "Pibo"                                                | Lola T290 Ford                                                |                                                               | S1.3                                                          |
| 15°                                                              | 20                                                            | Lisitano / "King"                                             | GRD S74 Ford                                                  | "King"                                                        | S2.0                                                          |
| 16°                                                              | 38                                                            | Ceraolo / "Popsy Pop"                                         | Chevron B23 Ford                                              |                                                               | S1.3                                                          |
| 1000 Kilómetros de Nürburgring 01/06/1975 Nürburgring            |                                                               |                                                               |                                                               |                                                               |                                                               |
| Pos                                                              | N°                                                            | Piloto                                                        | Auto                                                          | Equipo                                                        | Clase                                                         |
| 1°                                                               | 1                                                             | Merzario / Laffite                                            | Alfa Romeo T33/TT/12                                          | Willi-Kauhsen-Racing-Team                                     | S3.0                                                          |
| 2°                                                               | 4                                                             | Ganley / Schenken                                             | Mirage Gulf GR7 Ford                                          | GELO-Racing-Team, Georg Loos KG                               | S3.0                                                          |
| 3°                                                               | 7                                                             | Müller / Kinnunen                                             | Porsche 908/3-6 Turbo                                         | Martini-Racing-Team Dr. H. Dannesberger                       | S3.0                                                          |
| 4°                                                               | 6                                                             | Larrousse / Jabouille                                         | Alpine-Renault A442 Turbo                                     | Renault Alpine S.A.                                           | S3.0                                                          |
| 5°                                                               | 10                                                            | Barth / Kraus                                                 | Porsche 908/3                                                 | Joest-Racing                                                  | S3.0                                                          |
| 6°                                                               | 3                                                             | Mass / Scheckter                                              | Alfa Romeo T33/TT/12                                          | Willi-Kauhsen-Racing-Team                                     | S3.0                                                          |
| 7°                                                               | 30                                                            | Morgan / Lepp / Schuppan                                      | March 75S Hart                                                | March-Hart-Racing                                             | S2.0                                                          |
| 8°                                                               | 54                                                            | Kelleners / Heyer / Wollek                                    | Porsche Carrera RSR                                           | Jägermeister-Kremer-Team                                      | GT+1.6                                                        |
| 9°                                                               | 51                                                            | Fitzpatrick / Hezemans / Schurti                              | Porsche Carrera RSR                                           | GELO-Racing-Team, Georg Loos KG                               | GT+1.6                                                        |
| 10°                                                              | 37                                                            | Smith / Robarts                                               | Chevron B23 Ford                                              | Robin Smith                                                   | S2.0                                                          |
| 11°                                                              | 52                                                            | Hezemans / van Lennep / Ballot-Léna                           | Porsche Carrera RSR                                           | GELO-Racing-Team, Georg Loos KG                               | GT+1.6                                                        |
| 12°                                                              | 63                                                            | Ekberg / Larsson                                              | Porsche Carrera RSR                                           | Kuberol Racing                                                | GT+1.6                                                        |
| 13°                                                              | 81                                                            | Peltier / Müller                                              | BMW 3.5 CSL                                                   | BMW-Faltz-Alpina-Tuning                                       | T+2.0                                                         |
| 14°                                                              | 58                                                            | Schickentanz / Bertrams / Wisell                              | Porsche Carrera RSR                                           | Tebernum-Porsche-Racing-Team                                  | GT+1.6                                                        |
| 15°                                                              | 26                                                            | Jones / Sheldon / Barrios                                     | Lola T294 Ford                                                | Steward Chubb-Racing                                          | S2.0                                                          |
| 16°                                                              | 68                                                            | Sindel / Dören                                                | Porsche Carrera RSR                                           | Rallye Gemeinschaft Ulm                                       | GT+1.6                                                        |
| 17°                                                              | 45                                                            | Servanin / Ferrier                                            | Lola T294 ROC                                                 | STE ROC - La pierre du Nord - Motul                           | S2.0                                                          |
| 18°                                                              | 38                                                            | Blanckley / Calvert                                           | Chevron B23 Ford                                              | John Blanckley                                                | S2.0                                                          |
| 19°                                                              | 69                                                            | Stocks / Holup                                                | Porsche Carrera RSR                                           | AMC Duisburg                                                  | GT+1.6                                                        |
| 20°                                                              | 60                                                            | Haldi / Béguin                                                | Porsche Carrera RSR                                           | Porsche-Club-Romand                                           | GT+1.6                                                        |
| 21°                                                              | 61                                                            | Zbinden / Dorchy                                              | Porsche Carrera RSR                                           | Porsche-Club-Romand                                           | GT+1.6                                                        |
| 22°                                                              | 35                                                            | Crespin / Bracey / Joscelyne                                  | Lola T294 Ford                                                | Chandler-Ibec-Int.-Racing                                     | S2.0                                                          |
| 23°                                                              | 25                                                            | Knight / Mons / Knight                                        | March 75S Ford                                                | Alroy-Racing                                                  | S2.0                                                          |
| 24°                                                              | 17                                                            | Seidler / Reichle                                             | GLS-Porsche BS910                                             | Bernd Seidler                                                 | S3.0                                                          |
| 25°                                                              | 109                                                           | Dimmendaal / Dymarkowski                                      | BMW 2002 Ti                                                   | Team Europa Möbel                                             | T2.0                                                          |
| 26°                                                              | 32                                                            | Hine / Grob                                                   | Chevron B31 Hart                                              | KVG-Racing                                                    | S2.0                                                          |
| 27°                                                              | 110                                                           | Dahlhäuser / Wunsch                                           | VW Scirocco                                                   | Team Europa Möbel                                             | T2.0                                                          |
| 28°                                                              | 40                                                            | Wijk / Svensson                                               | Astra RNR1 Ford                                               | Team Viktor-Trave-Line-Ferrys                                 | S2.0                                                          |
| 29°                                                              | 104                                                           | Ochs / Tibor                                                  | BMW 2002 Ti                                                   | Mayen Automobil Club                                          | T2.0                                                          |
| 30°                                                              | 88                                                            | Sonntag / Dittert                                             | Opel Commodore                                                | Rübenach Automobil Club                                       | T+2.0                                                         |
| 31°                                                              | 21                                                            | Obermoser / Keller                                            | TOJ SC03 BMW                                                  | Team Warsteiner Eurorace                                      | S2.0                                                          |
| 32°                                                              | 36                                                            | LeGuellec / Zanuso                                            | Lola T294 Ford                                                | Roger-Heavens                                                 | S2.0                                                          |
| 33°                                                              | 24                                                            | Cabral / Prado                                                | March 75S Ford                                                | Alroy-Racing                                                  | S2.0                                                          |
| 34°                                                              | 28                                                            | Smith / Turner                                                | Chevron B23 Ford                                              | Peter Smith                                                   | S2.0                                                          |
| 35°                                                              | 5                                                             | Watson / Pryce                                                | Mirage Gulf GR7 Ford                                          | GELO-Racing-Team, Georg Loos KG                               | S3.0                                                          |
| 36°                                                              | 11                                                            | Penker / Müller                                               | KMW SP30 Porsche Turbo                                        | Sportscar-Team of Austria                                     | S3.0                                                          |
| 37°                                                              | 53                                                            | Schurti / Ludwig                                              | Porsche Carrera RSR                                           | GELO-Racing-Team, Georg Loos KG                               | GT+1.6                                                        |
| 38°                                                              | 31                                                            | Raymond / Goodwin                                             | Chevron B31 Hart                                              | Fisons-Racing                                                 | S2.0                                                          |
| 39°                                                              | 55                                                            | Heyer / Wollek / Stenzel                                      | Porsche Carrera RSR                                           | Jägermeister-Kremer-Team                                      | GT+1.6                                                        |
| 40°                                                              | 34                                                            | Scott / Uriarte / Hanson                                      | Lola T294 Ford                                                | Miles-Royston-Racing                                          | S2.0                                                          |
| 41°                                                              | 33                                                            | Burton / Kessel                                               | Cheetah G501 Ford                                             | Cheetah-Cars                                                  | S2.0                                                          |
| 42°                                                              | 57                                                            | Brambring / Neuhaus                                           | Porsche Carrera RSR                                           | Josef Brambring                                               | GT+1.6                                                        |
| 43°                                                              | 66                                                            | Konrad / Kannacher                                            | Porsche Carrera RSR                                           | Jürgen Kannacher                                              | GT+1.6                                                        |
| 44°                                                              | 67                                                            | Kauwertz / Drees                                              | Porsche Carrera RSR                                           | Neusser Motorsportklub                                        | GT+1.6                                                        |
| 45°                                                              | 59                                                            | Bertrams / Wisell / Schickentanz                              | Porsche Carrera RSR                                           | Tebernum-Porsche-Racing-Team                                  | GT+1.6                                                        |
| 46°                                                              | 19                                                            | Brambilla / Pianta                                            | Lola T380 Ford                                                | Jolly-Club Lugano-Ferreti                                     | S3.0                                                          |
| 47°                                                              | 41                                                            | Hubert / Hürzeler                                             | Lola T294 Ford                                                | Heini-Mader-Racing-Components                                 | S2.0                                                          |
| 48°                                                              | 15                                                            | Hild / Ahrens / Anspann                                       | KMW SP30 Porsche                                              | Boeri-Sports-Helmets                                          | S3.0                                                          |
| 49°                                                              | 22                                                            | Nordström / Gantner                                           | TOJ SC03 BMW                                                  | Team Warsteiner Eurorace                                      | S2.0                                                          |
| 50°                                                              | 64                                                            | Lundgardh / Simonsen                                          | Porsche Carrera RSR                                           | Jan Lundgardh                                                 | GT+1.6                                                        |
| 51°                                                              | 85                                                            | Hegels / Rummel                                               | BMW 3.0 CSL                                                   | BMW-Faltz-Alpina-Tuning                                       | T+2.0                                                         |
| 52°                                                              | 29                                                            | Charnell / Jeffrey                                            | Chevron B23 Ford                                              | Mogil-Motors Ltd.                                             | S2.0                                                          |
| 53°                                                              | 62                                                            | Rulon-Miller / Waugh                                          | Porsche Carrera RSR                                           | Gante Racing                                                  | GT+1.6                                                        |
| 54°                                                              | 102                                                           | Wagner / Babendererde                                         | BMW 2002 Ti                                                   | Balafre Lancome For Men                                       | T2.0                                                          |
| 55°                                                              | 12                                                            | Müller-Perschl / Ertl                                         | KMW SP30 Porsche Turbo                                        | KMW-Racing-GmbH & Co KG                                       | S3.0                                                          |
| 56°                                                              | 87                                                            | Eberhardt / Auer                                              | Chevrolet Camaro                                              | Robert Eberhardt                                              | T+2.0                                                         |
| 57°                                                              | 43                                                            | Gilges / Schmitz                                              | Alpine A110 1800 Renault                                      | Neußer Motorsportklub e.V. im ADAC                            | S2.0                                                          |
| 58°                                                              | 9                                                             | Jöst / Casoni                                                 | Porsche 908/4 Turbo                                           | Joest-Racing                                                  | S3.0                                                          |
| 59°                                                              | 2                                                             | Pescarolo / Bell                                              | Alfa Romeo T33/TT/12 CC                                       | Willi-Kauhsen-Racing-Team                                     | S3.0                                                          |
| 1000 Kilómetros de Zeltweg 29/06/1974 Osterreichring             |                                                               |                                                               |                                                               |                                                               |                                                               |
| Pos                                                              | N°                                                            | Piloto                                                        | Auto                                                          | Equipo                                                        | Clase                                                         |
| 1°                                                               | 2                                                             | Bell / Pescarolo                                              | Alfa Romeo T33/TT/12                                          | Willi Kauhsen Racing Team                                     | S3.0                                                          |
| 2°                                                               | 1                                                             | Merzario / Brambilla                                          | Alfa Romeo T33/TT/12                                          | Willi Kauhsen Racing Team                                     | S3.0                                                          |
| 3°                                                               | 5                                                             | Jöst / Casoni                                                 | Porsche 908/4 Turbo                                           | Scuderia Nettuno Ovoro                                        | S3.0                                                          |
| 4°                                                               | 6                                                             | Barth / Kraus                                                 | Porsche 908/3                                                 | Scuderia Nettuno                                              | S3.0                                                          |
| 5°                                                               | 29                                                            | Morgan / Lepp                                                 | March 75S Hart                                                | March Racing                                                  | S2.0                                                          |
| 6°                                                               | 40                                                            | Mohr / Finotto                                                | Lola T294 Ferraris                                            | Manfred Mohr                                                  | S2.0                                                          |
| 7°                                                               | 21                                                            | Smith / Turner                                                | Chevron B23 Ford                                              | Peter Smith                                                   | S2.0                                                          |
| 8°                                                               | 25                                                            | Crespin / Bracey                                              | Lola T294 Ford                                                | Dorset Racing Associates                                      | S2.0                                                          |
| 9°                                                               | 4                                                             | Müller / Kinnunen                                             | Porsche 908/4 Turbo                                           | Dr. H. Dannesberger                                           | S3.0                                                          |
| 10°                                                              | 20                                                            | Charnell / Jeffrey / Harrower                                 | Chevron B23 Ford                                              | Tony Charnell                                                 | S2.0                                                          |
| 11°                                                              | 15                                                            | Ortega / Ranft / Espinosa                                     | Porsche 908/02                                                | Ecuador Marlboro                                              | S3.0                                                          |
| 12°                                                              | 35                                                            | Doppler / Felbermayr                                          | Porsche Carrera RSR                                           | Porsche Club Oberoesterreich                                  | GT                                                            |
| 13°                                                              | 24                                                            | Raymond / Goodwin                                             | Chevron B31 Hart                                              | Team Fisons                                                   | S2.0                                                          |
| 14°                                                              | 16                                                            | Cabral / Lunger                                               | March 75S Ford                                                | Alroy Racing                                                  | S2.0                                                          |
| 15°                                                              | 38                                                            | Ferrier / Servanin                                            | Lola T294 ROC                                                 | Sociéte ROC                                                   | S2.0                                                          |
| 16°                                                              | 27                                                            | Smith / Robarts                                               | Chevron B23 Ford                                              | Robin Smith                                                   | S2.0                                                          |
| 17°                                                              | 33                                                            | LeGuellec / Stuppacher                                        | Lola T294 Ford                                                | Roger Heavens Racing                                          | S2.0                                                          |
| 18°                                                              | 8                                                             | Depailler / Scheckter                                         | Alpine-Renault A442 Turbo                                     | Renault Alpine                                                | S3.0                                                          |
| 19°                                                              | 17                                                            | Binder / Prado / Stubbs                                       | March 75S Ford                                                | Alroy Racing                                                  | S2.0                                                          |
| 20°                                                              | 26                                                            | Zanuso / Müller                                               | Lola T294 Ford                                                | Roger Heavens Racing                                          | S2.0                                                          |
| 21°                                                              | 11                                                            | Müller-Perschl / Schweiger                                    | KMW SP30 Porsche Turbo                                        | KMW                                                           | S3.0                                                          |
| 22°                                                              | 28                                                            | Blanckley / Calvert                                           | Chevron B23 Ford                                              | John Calvert                                                  | S2.0                                                          |
| 23°                                                              | 19                                                            | Rieder / Kaiser                                               | Lola T294 Ford                                                | Stuart Chubb                                                  | S2.0                                                          |
| 24°                                                              | 34                                                            | Lombardi / "Beaumont"                                         | Alpine-Renault A441                                           | Equipe Elf Switzerland                                        | S2.0                                                          |
| 25°                                                              | 10                                                            | Egermann / Penker                                             | KMW SP30 Porsche                                              | Sports Car Team Austria                                       | S3.0                                                          |
| 26°                                                              | 9                                                             | Hild / Schrieder                                              | KMW SP30 Porsche                                              | Boeri Racing                                                  | S3.0                                                          |
| 27°                                                              | 7                                                             | Larrousse / Jarier                                            | Alpine-Renault A442 Turbo                                     | Renault Alpine                                                | S3.0                                                          |
| 28°                                                              | 23                                                            | Grob / Hine                                                   | Chevron B31 Hart                                              | KVG Racing                                                    | S2.0                                                          |
| 6 Horas de Watkins Glen 12/07/1975 Watkins Glen International    |                                                               |                                                               |                                                               |                                                               |                                                               |
| Pos                                                              | N°                                                            | Piloto                                                        | Auto                                                          | Equipo                                                        | Clase                                                         |
| 1°                                                               | 4                                                             | Pescarolo / Bell                                              | Alfa Romeo T33/TT/12                                          | Willi Kauhsen Racing Team                                     | S3.0                                                          |
| 2°                                                               | 3                                                             | Merzario / Andretti                                           | Alfa Romeo T33/TT/12                                          | Willi Kauhsen Racing Team                                     | S3.0                                                          |
| 3°                                                               | 1                                                             | Larrousse / Jarier                                            | Alpine-Renault A442 Turbo                                     | Renault Alpine                                                | S3.0                                                          |
| 4°                                                               | 8                                                             | Jöst / Casoni                                                 | Porsche 908/3 Turbo                                           | Scuderia Brescia Corse                                        | S3.0                                                          |
| 5°                                                               | 95                                                            | Hagestad / Haywood                                            | Porsche Carrera RSR                                           | Bob Hagestad Porsche-Audi                                     | GT                                                            |
| 6°                                                               | 24                                                            | Posey / Redman                                                | BMW 3.0 CSL                                                   | BMW Motorsport                                                | T                                                             |
| 7°                                                               | 14                                                            | Holbert / Gregg                                               | Porsche Carrera RSR                                           | Holbert's Porsche+Audi                                        | GT                                                            |
| 8°                                                               | 74                                                            | Heimrath / Bartling                                           | Porsche Carrera RSR                                           | Heimrath Racing                                               | GT                                                            |
| 9°                                                               | 78                                                            | Headley / Misuriello                                          | Chevrolet Corvette 427                                        | Babe's Garage                                                 | -                                                             |
| 10°                                                              | 77                                                            | Jennings / Beasley                                            | Porsche 911 S                                                 | Bruce Jennings                                                | GT                                                            |
| 11°                                                              | 92                                                            | Orr / Jobe                                                    | Chevrolet Corvette 454                                        | E. F. Miller & Co.                                            | -                                                             |
| 12°                                                              | 33                                                            | Sharp / Fitzgerald                                            | Datsun 280Z                                                   | Bob Sharp Racing                                              | -                                                             |
| 13°                                                              | 67                                                            | Oleyar / Feinstein                                            | Chevrolet Corvette 454                                        | Little Foreign Car Shop                                       | -                                                             |
| 14°                                                              | 93                                                            | Walle / Reddy                                                 | Mazda RX-3                                                    | Ray Walle                                                     | T                                                             |
| 15°                                                              | 76                                                            | Anderson / Anton                                              | Chevrolet Corvette 350                                        | Allan Anderson                                                | -                                                             |
| 16°                                                              | 91                                                            | Pierce / Davidson                                             | Chevrolet Corvette                                            | Pierce Racing                                                 | -                                                             |
| 17°                                                              | 13                                                            | Agor / Behr                                                   | Chevrolet Monza 350                                           | Warren Agor                                                   | GT                                                            |
| 18°                                                              | 5                                                             | Greenwood / Adam                                              | Chevrolet Corvette 427                                        | John Greenwood                                                | -                                                             |
| 19°                                                              | 22                                                            | Long / Startup                                                | Chevrolet Corvette 460                                        | Bandag                                                        | -                                                             |
| 20°                                                              | 25                                                            | Stuck / Peterson                                              | BMW 3.0 CSL                                                   | BMW Motorsport                                                | T                                                             |
| 21°                                                              | 9                                                             | Barth / Keyser                                                | Porsche 908/3                                                 | Scuderia Brescia Corse                                        | S3.0                                                          |
| 22°                                                              | 90                                                            | Rynone / Wiernicki / Wiernicki                                | Chevrolet Corvette 427                                        | Rynone Ind.                                                   | -                                                             |
| 23°                                                              | 57                                                            | Grossman / Forbes-Robinson                                    | De Tomaso Pantera                                             | Grossman Motors                                               | GT                                                            |
| 24°                                                              | 28                                                            | Weiss / Karl                                                  | Porsche 911 S                                                 | Weiss Motor Racing                                            | GT                                                            |
| 25°                                                              | 88                                                            | DeLorenzo / Carter                                            | Chevrolet Monza 350                                           | Carter Racing Services                                        | GT                                                            |
| 26°                                                              | 11                                                            | Everett                                                       | Alfa Romeo Alfetta GT                                         | Bobcor Performance                                            | T                                                             |
| 27°                                                              | 2                                                             | Scheckter                                                     | Alpine-Renault A442 Turbo                                     | Renault Alpine                                                | S3.0                                                          |
| 28°                                                              | 32                                                            | Seip / Lloyd                                                  | Chevrolet Corvette                                            | Warren & Ginny Wagner                                         | -                                                             |
| 29°                                                              | 56                                                            | Carter                                                        | Chevrolet Camaro                                              | Carter Bros.                                                  | T                                                             |

## Posiciones finales
| CONSTRUCTORES     | CONSTRUCTORES  | CONSTRUCTORES |
| Pos               | Equipo         | Puntos        |
| ----------------- | -------------- | ------------- |
| 1°                | Alfa Romeo     | 140           |
| 2°                | Porsche        | 98            |
| 3°                | Alpine-Renault | 54            |
| 4°                | Chevron        | 36            |
| 5°                | Mirage         | 15            |
| 6°                | March          | 12            |
| 7°                | Ligier         | 10            |
| 8°                | Lola           | 10            |
| 9°                | Ferrari        | 4             |
| 10°               | Chevrolet      | 3             |
| CONSTRUCTORES GT  |                |               |
| Pos               | Equipo         | Puntos        |
| 1°                | Porsche        | 135           |
| 2°                | Ferrari        | 20            |
| 3°                | Chevrolet      | 18            |
| 4°                | De Tomaso      | 8             |
| 5°                | Datsun         | 3             |
| CONSTRUCTORES 2.0 |                |               |
| Pos               | Equipo         | Puntos        |
| 1°                | Chevron        | 130           |
| 2°                | Lola           | 50            |
| 3°                | Alpine         | 47            |

| Predecesor: WSC 1974 | Campeonato Mundial de Resistencia 1975 | Sucesor: WSC 1976 |

- Datos: Q2741410